# Indumentaria en el Antiguo Egipto
La Indumentaria en Egipto era una consecuencia directa del clima: cálido y seco, y de la forma de vida, al aire libre.

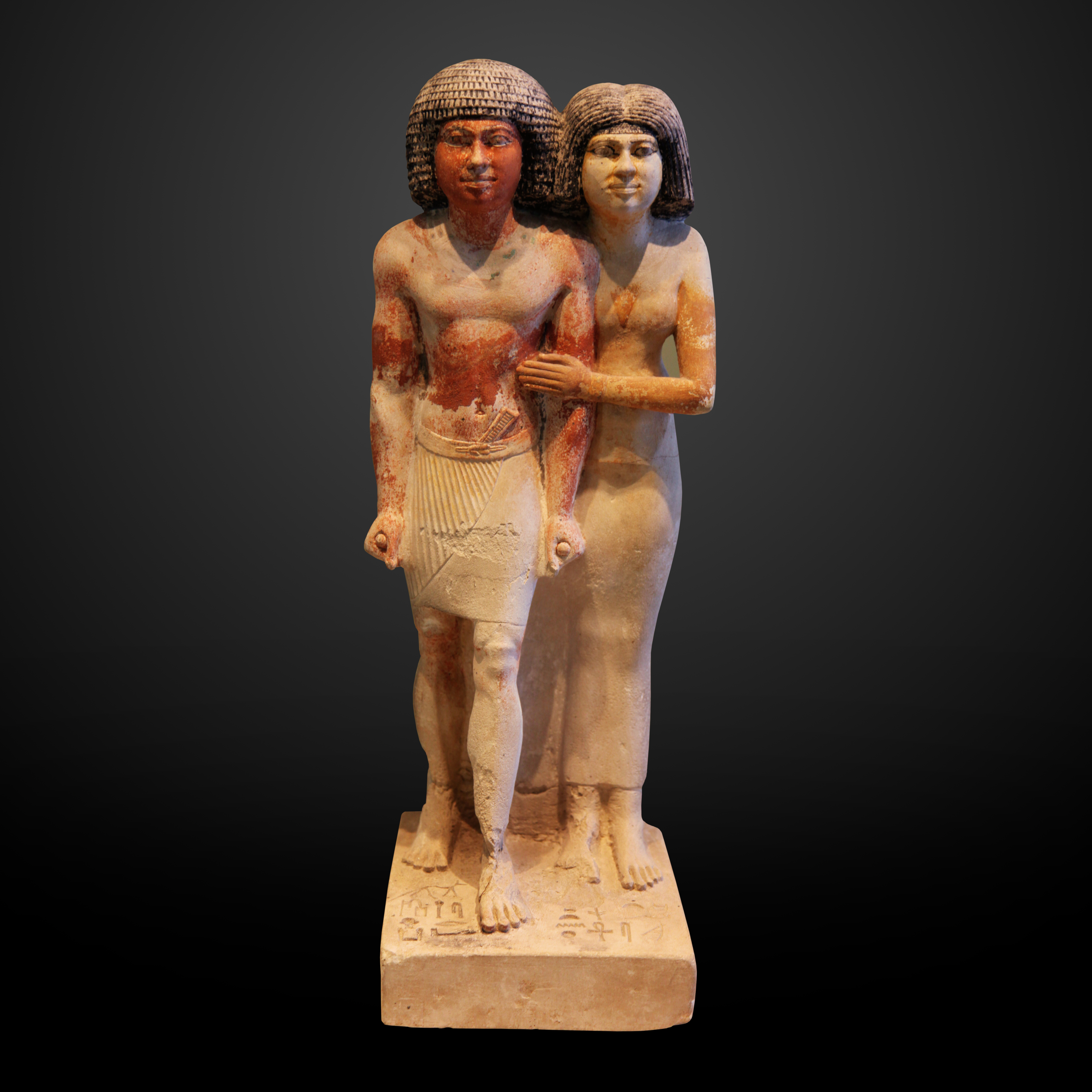
Indumentaria masculina y femenina. Imperio Antiguo.

Se usaban ropas exclusivamente de lino, aunque al principio se usaban fibras de juncos y cañas, se impuso el lino por la creencia de que era más puro, y se cultivaba para fines textiles en exclusiva. El color preferido era el blanco, aunque podía llevar algunos dibujos en los bordes. 
La lana era conocida, pero fue considerada impura, como todas las fibras animales. Solo a partir de la conquista de Alejandro Magno, comenzó a emplearse la lana en las prendas de carácter cotidiano pero continuó prohibida en los templos y santuarios, dónde los sacerdotes debían usar ropas de lino de color gris azulado . 

## Vestuario popular

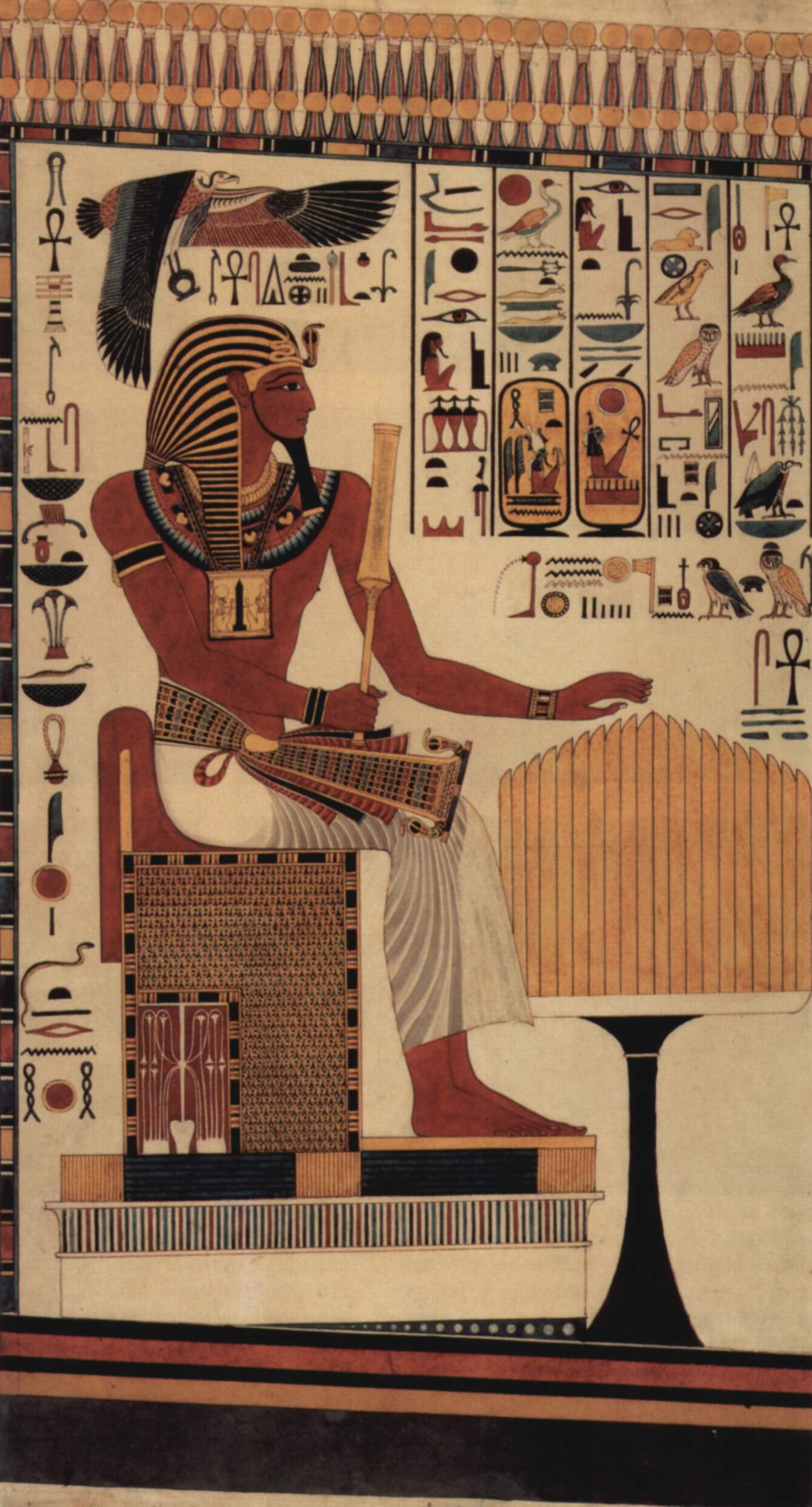
Sethy I, con shenti y claft. Imperio de cara
.

Los campesinos, los trabajadores y las personas de condición modesta, solían ir con un taparrabos,  sí se vestían, llevaban solo el shenti, usado por los varones de toda condición social durante tres milenios, que consisten en una especie de faldilla que se arrollaba a la cintura y se ceñía con un cinturón de cuero. Durante el Imperio Nuevo, hacia 1425 a. C., comenzó a usarse una túnica ligera, o camisa sin mangas, así como una especie de jubón plisado entre los acomodados.

## Vestuario de la nobleza
Entre la gente de posición se adornaba la pieza con bordados y se colocaba sobre un calzón o túnica. Encima del shenti llevaban las personas de distinción una especie de saya corta formando menudos pliegues, que para salir de casa se cambiaba por una túnica con mangas o sin ellas, ambas de fina textura. Para cubrir la cabeza ambos sexos usaban una peluca postiza, y en el caso del faraón, un tocado particular, el nemes, que se formaba con un lienzo cuadrado, hecho con una tela a rayas cuyos colores más comunes eran el azul y el amarillo, ajustado a la frente y con caídas a los lados.
El vestuario real está bien documentado,  vestían de modo semejante que el resto del pueblo. El Faraón vestía una calembe real que ocasionalmente estaba compuesto de rayas horizontales de colores azul, amarillo y verde; las cuales estaban separadas por franjas blancas, también los distinguían los símbolos distintivos, como el cetro y la corona egipcia.

## Vestuario femenino

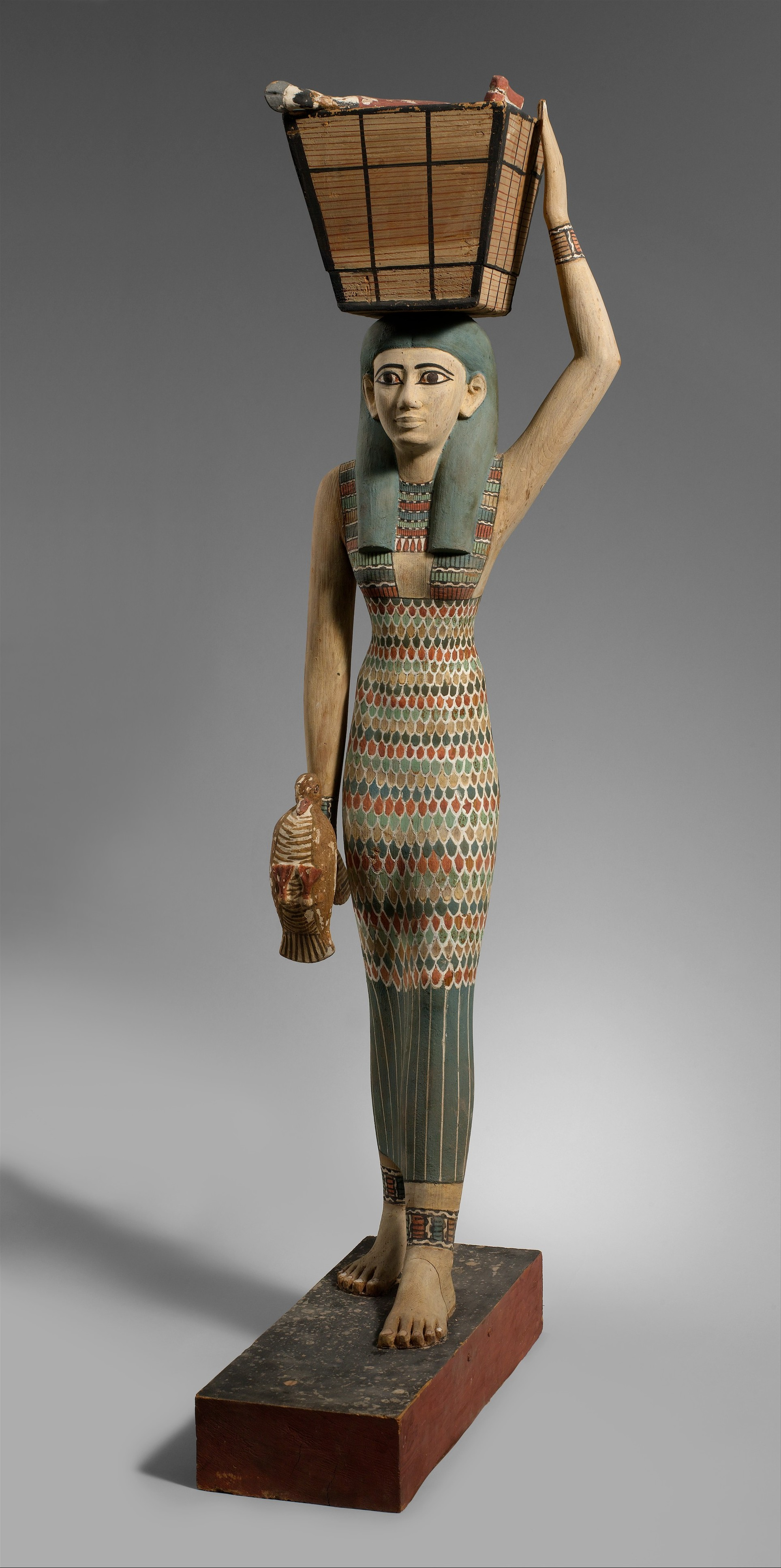
Portadora de ofrendas, ca. 2000 a. C.

El vestido femenino se mantuvo similar durante casi tres mil años, modificado solo en algunos detalles. Las mujeres llevaban una falda larga y con la cintura muy alta, como un vestido largo y ceñido, de una pieza, sujeto con dos tirantes, denominado Kalasiris, que a veces eran anchos y les cubrían los senos. También las acomodadas llevaban durante el Imperio Nuevo una especie de capa corta fina cubriendo los hombros. La forma de colocarse las túnicas era muy variada, dando la impresión de constituir ropa diferente. A veces usaban una muselina muy fina, otras veces eran entre la clase alta telas teñidas y pintadas, decoradas con diversos motivos que imitaban por ejemplo un plumaje como las alas de Isis. Las mujeres trabajadoras llevaban ropas más amplias, incluso algunas iban desnudas también.
En la época de dominación romana, en las tumbas de los coptos, se han encontrado túnicas de forma romana y con adornos iguales a los que usaban los cristianos de las catacumbas (los clavi y calliculae) mientras que otras de ellas carecen de toda costura (túnicas inconsútiles).

## Calzado
El calzado podía ser doméstico o ceremonial, que también se usaba en determinadas situaciones y por ciertas personas. Llevaban unas sandalias hechas con juncos o con fibras vegetales, que para los reyes y magnates podían ser de otros materiales, como cuero trenzado, y llevar todo tipo de adornos, rematándose en una punta encorvada hacia arriba. La clase sacerdotal las usaba de papiro. 
El "porta sandalias" era una función administrativa de primera importancia. El titular era el encargado de preparar los archivos, de organizar lo necesario antes de un viaje real, de recoger las demandas en la audiencia, etc. (En nuestra época, este papel es semejante al del secretario particular de un ministro o de un presidente de partido). El que tenía el título de porta sandalias del faraón, era uno de los hombres más influyentes del país. (Este papel está ilustrado por la novela Ramsés, escrita por Christian Jacq. Ameni, uno de los personajes principales, es el porta sandalias de Ramses II).
En la vida cotidiana el hombre común iba descalzo y solo en alguna ocasión especial usaba sandalias: cuando tenía que ir a algún sitio llevaba sus sandalias en la mano o las ataba al extremo de un bastón para calzarse al llegar al destino.

## Maquillaje

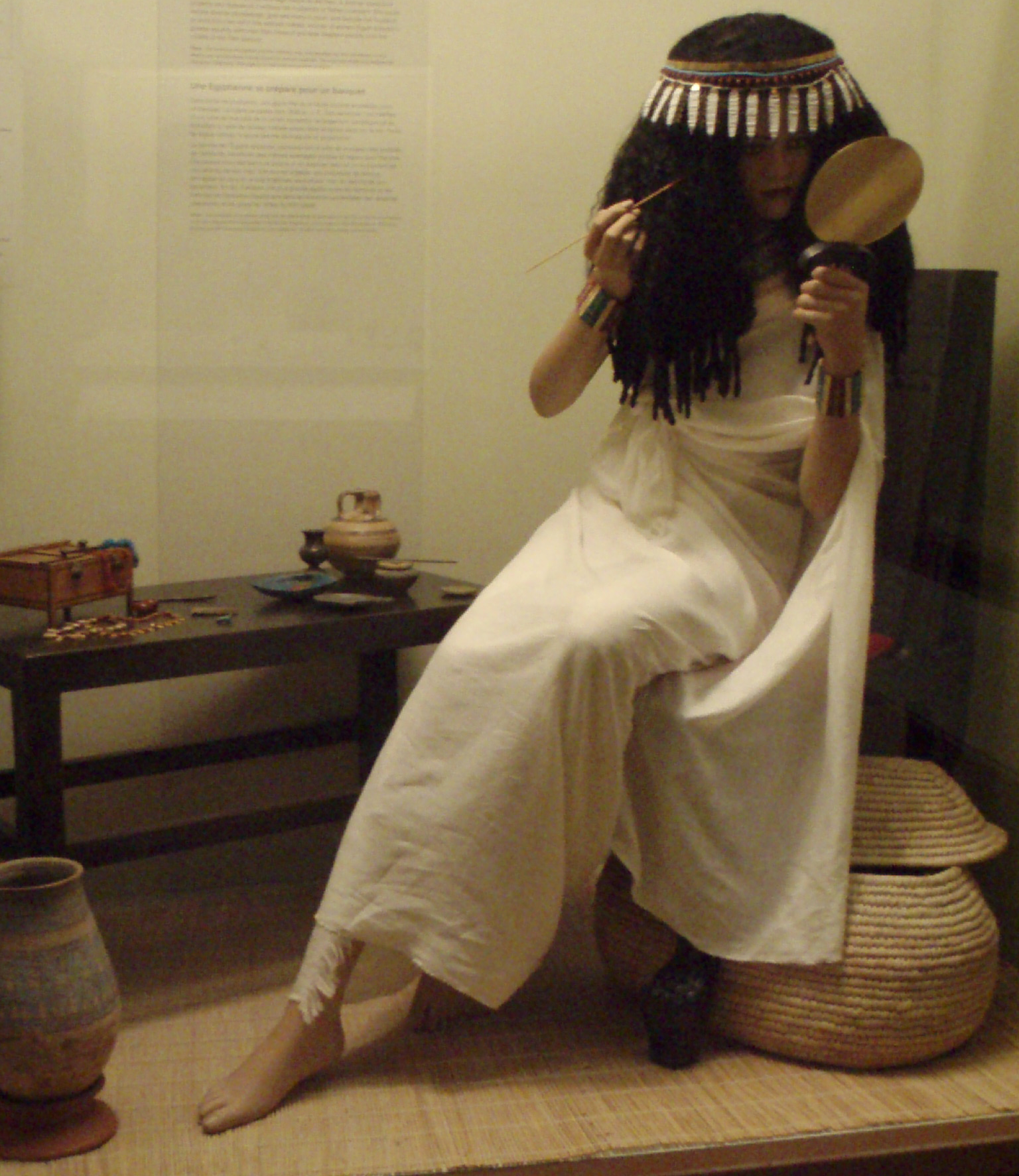
Dama egipcia maquillándose.

El uso de maquillaje siempre estuvo bien considerado, incluso tenían un mito explicando esta costumbre: Cuando Horus peleó contra su tío Seth perdió un ojo, por lo que inventó el maquillaje para restablecer la perfección de su belleza: el uso de productos cosméticos para reparar los desperfectos del tiempo o maquillar los accidentes de la vida son por lo tanto legítimos. Esto explica la gran variedad de productos como aceites, kohl, colirios, rojo para los labios y las mejillas, concebidos por los egipcios de la antigüedad y utilizados desde muy pronto: se han descubierto restos del siglo IV a. C., y más de 160 recetas que describen su elaboración, que duraba a veces varios meses. Las tumbas contienen a menudo todo lo necesario para la belleza en una cesta: los frascos de ungüentos, la pintura, los aceites, kohl en tubos de caña, y espejos de bronce pulido. 
Los polvos fueron utilizados por las damas para blanquearse la piel de la cara. Dos tipos diferentes de máscaras se usaban para los ojos: una negra para dibujar el contorno y acentuar su forma de almendra, y otra verde para las pestañas y las cejas. El maquillaje de ojos era empleado por hombres y mujeres. Al aplastar la galena, los egipcios obtuvieron un tinte negro, en el que el tono variaba según fuese de fino el polvo: cuándo era reducida a polvo muy fino, el tinte era de un negro muy oscuro; si era aplastada con menos precisión, tenía reflejos metálicos. Con este polvo hacían el kohl. El maquillaje de ojos estaba hecho con malaquita, y usaban el ocre para conseguir el color rojo con que las mujeres se pintaban también labios y mejillas. 

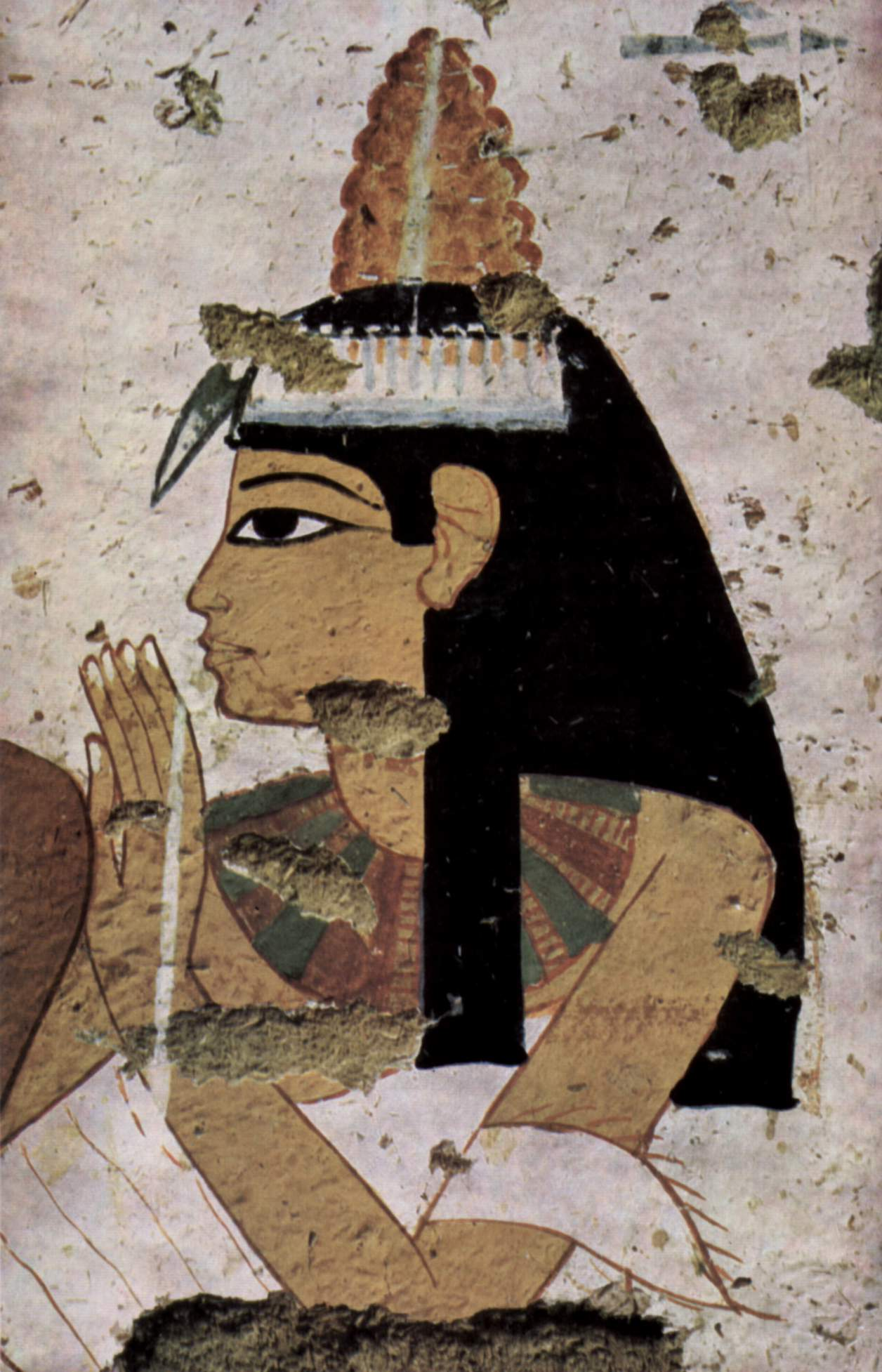
Dama perfumándose el cabello. Lleva un "collar-gorguera" (Tumba de Nebamun).

Todos estos productos se mezclaban con grasas animales para compactarlos y conseguir una conservación más duradera.
Los egipcios fueron las personas de la antigüedad que practicaron más el arte del maquillaje, ningún otro pueblo lo ha usado tanto. Los productos cosméticos se comenzaron a usar para protegerse de los efectos del clima caliente y seco de Egipto. Así, el kohl protege y cuida de la conjuntivitis y los aceites perfumados sirvieron, y sirven todavía, para humedecer la piel y devolverle su flexibilidad. 
Las uñas y las manos se pintaban también con alheña. Solo las personas de baja condición usaban tatuajes.
No conocieron la destilación y no hicieron por lo tanto ningún perfume con alcohol. No obstante, cultivaban flores para perfumar otros productos. El Fayum (región alrededor de un lago del desierto, alimentado por un ramal del Nilo) fue la principal zona productora, sobre todo en el Imperio Nuevo, cuando las inundaciones fueron reguladas con diques. 
Los distintos elementos de las flores eran clasificados, pasados por un tamiz y convertidos en pastas perfumadas. En las pinturas de las tumbas se representan los ungüentos que las egipcias usaban para el pelo y que se aplicaban por medio de unos conos blancos colocados encima de la cabeza.

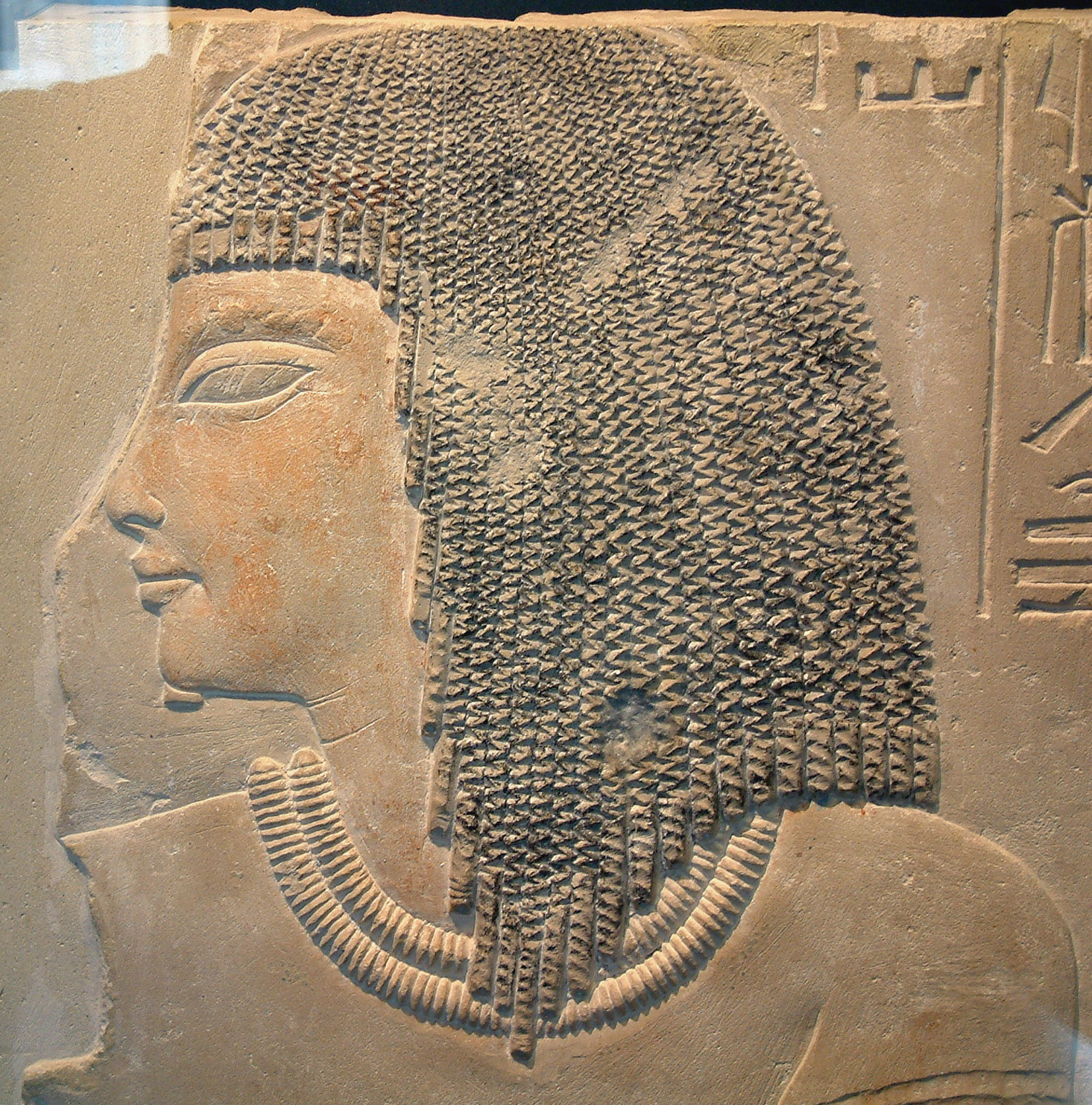
Bajorrelieve: detalle de peinado.

## Peinado
Entre los hombres era corriente el rapado de la cabeza, para cubrirse usaban pelucas postizas, y las mujeres un tocado particular (claft) que se formaba con un lienzo cuadrado, hecho con una tela de rayas, ajustado a la frente y con caídas a los lados.
Los nobles usaban peluca, común para los dos sexos, eran el tocado para la cabeza más corriente. Se hacía con pelo natural y crin, con otros elementos decorativos incorporados. Encima, los elegantes llevaban a veces vasos pequeños llenos de perfume. Las cabezas se afeitaban; los egipcios son el primer pueblo que ha practicado sistemáticamente la depilación. Para ellos, esto representaba la humanidad en comparación con la animalidad simbolizada por los pelos, hasta tal punto que los sacerdotes se depilaban incluso las cejas y pestañas antes de los rituales.

## Joyas

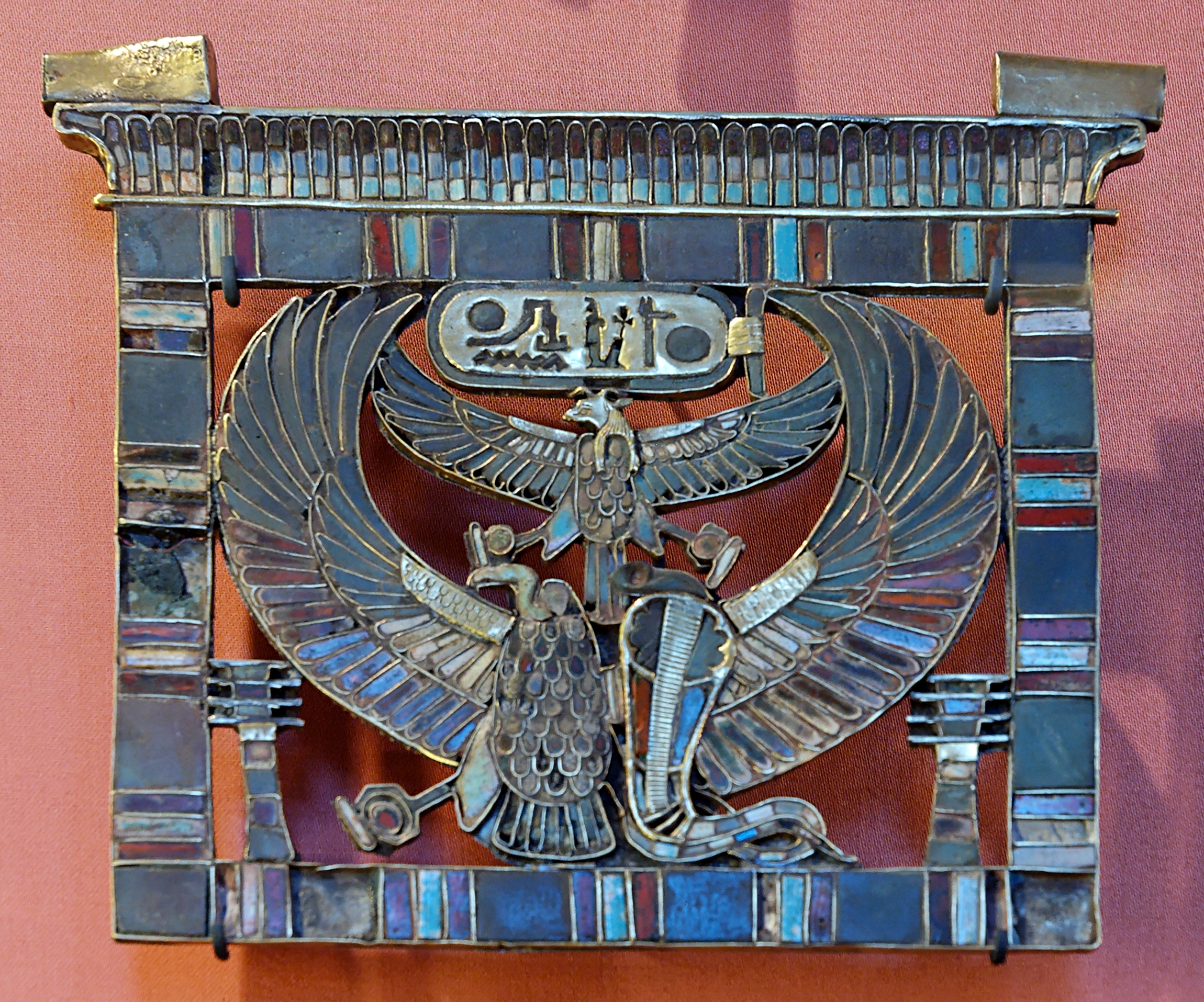
Pectoral de Ramsés II.

La razón principal para usar joyas es debido a su función estética. Los egipcios estaban muy sobriamente vestidos con telas de lino blanco, y la joyería ofrece una posibilidad de contraste. La preferencia de Egipto fue hacia el uso de colores brillantes, brillantes piedras y metales preciosos. Oro fue ganado en grandes cantidades en el desierto oriental de Egipto, pero también venía de Nubia, que durante siglos fue una colonia egipcia.
Por otra parte, la plata era rara y fue importada de Asia. Por lo tanto la plata fue a menudo considerada más preciosa que el oro. El desierto Oriental fue también una importante fuente de piedras coloreadas semipreciosas como la cornalina, amatista y jaspe. En el Sinaí tuvieron desde las primeras dinastías minas de turquesas, el azul lapislázuli tuvo que venir desde muy lejos, Afganistán. Vidrio y loza (esmalte sobre un núcleo de piedra o arena) eran favoritos para reemplazar a las rocas ya que podían producirse en muchos colores.
Era un pueblo al que le gustaban las joyas, que utilizaban todas las clases sociales, aunque las de los campesinos eran más sencillas y baratas, de loza, hueso o piedras de colores. Las joyas eran grandes y pesadas, lo que parece denotar una influencia asiática. Los brazaletes eran también grandes. Las piedras más empleadas eran el lapislázuli, la cornalina, la turquesa, y los metales el cobre, plata y el oro, que era mucho más abundante. Era considerado carne de los dioses. 
Una creación especial de Egipto fue una especie de gorguera, realizada con un conjunto de discos de metal y que se llevaba directamente sobre la piel, o sobre una camisa de manga corta, y se anudaba en la espalda. Los soberanos también empleaban elaboradas coronas y ellos y los nobles, pectorales.